# 角坊
角坊（すみのぼう）は、京都市右京区にある浄土真宗本願寺派の寺院。本尊は阿弥陀如来。「大谷本廟」・「日野誕生院」とともに「宗教法人 本願寺」が所有する飛地境内である。

## 歴史
鎌倉時代、当地右京山ノ内に比叡山延暦寺東塔にある善法院の支坊（里坊）があり、そこに親鸞の実弟である尋有僧都が住していた。親鸞は60歳を過ぎて関東から京に戻ると五条西洞院（現・松原西洞院の光圓寺）に暮らしていたが、建長7年（1255年）に火災に遭って善法院支坊に身を寄せることになった。親鸞はこの境内に草庵を結ぶと草庵を角坊（すみのぼう）と称したが、弘長2年（1263年）11月28日に示寂すると、以後善法院は衰退していった。
親鸞の曾孫にあたる本願寺第3世覚如は、「本願寺聖人親鸞伝絵」に親鸞の示寂地が「押小路ノ南、萬里小路ヨリ東」と示しているが、後に善法院は廃寺となってしまい、どこにあったかも良く分からなくなってしまった。
しかし、安政4年（1857年）に本願寺第20世広如が僧純に親鸞示寂の地の調査を命じると、僧純によって当地こそ善法院の跡地であることが考証された。そこで、当時この地の所有者であった相国寺から土地2反を購入すると、宗祖親鸞の600回忌に向けてこの地に角坊別院が建立された。しばらくして本堂である還浄殿（げんじょうでん）に広如筆の「還浄殿」の額が掲げられている。なお、真宗大谷派は現在の京都市立京都御池中学校の地が善法院の跡地だとしている。
2008年（平成20年）11月、本山本願寺に「本願寺角坊別院」を吸収合併して本願寺の飛地境内とし、新たに本願寺角坊として老朽化した建物の新築を始めとする境内地整備工事を行うこととした。境内地整備工事にあたっては、親鸞聖人750回大遠忌宗門長期振興計画推進協議会第二部会にて、今後の周辺地域の動態や団体参拝の受け入れ、中央仏教学院等を含めた施設の活用面を考慮した修復案・新築案など種々の検討がなされ、委員による現地の視察などを経て木造の新築工事にて進めることとした。新本堂は旧本堂と同規模で計画され、以前は各々別棟となっていた元本堂（別院創建当初の本堂）・書院・寺務所・客殿などの機能を集約した寺務所・集会所棟を本堂横に併設、渡り廊下で接続する形態とした。
2009年（平成21年）9月、工事に着工し、山門・鐘楼・手水舎及び仮本堂となる元本堂を残し、本堂・書院・寺務所・客殿などの建物を解体。11月、起工式が行われた。
2010年（平成22年）1月迄に本堂・寺務所建物の基礎工事を完了。8月末には本堂・寺務所建物の屋根工事が完了、渡り廊下の施工を進める。10月に工事期間中仮本堂として残されていた元本堂を解体。参道・造園工事並びに山門の移築・塀の新設及び改修・駐車場の整備、鐘楼と手水舎の改修を行う。10月末には本堂・寺務所建物がほぼ完成し、本堂内陣床の摺り漆工事を行う。12月中旬に引き渡しを受け、直ちに仏具の納品・設置を行った。12月下旬に竣工式が執り行われ、完成した。

## 境内
- 還浄殿（げんじょうでん） - 角坊の本堂。2010年（平成22年）12月再建。正確には角坊は本願寺の飛地境内なので本来の意味での本堂ではない。本来の意味での本堂は本願寺の阿弥陀堂である。扁額「還浄殿」は本願寺20世広如による筆。
- 寺務所 - 2010年（平成22年）12月再建。
- 親鸞聖人像
- 中央仏教学院 - 浄土真宗本願寺派による浄土真宗の専門学校。
- 西本願寺保育園
- 鐘楼
- 山門 - 太平洋戦争中に金属類回収令によって供出された先代の親鸞聖人の銅像が被っていた笠が掛けられている。

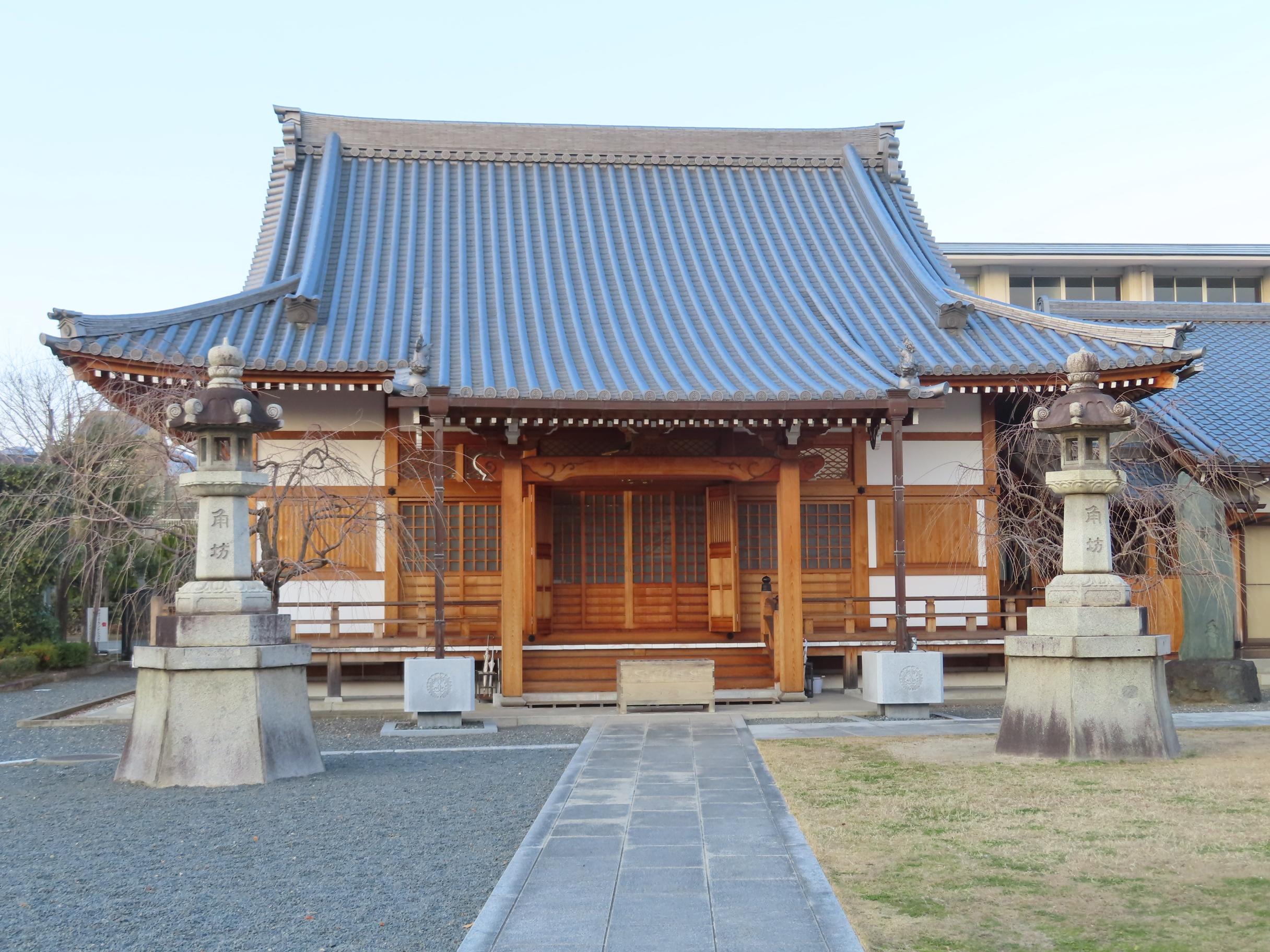
還浄殿
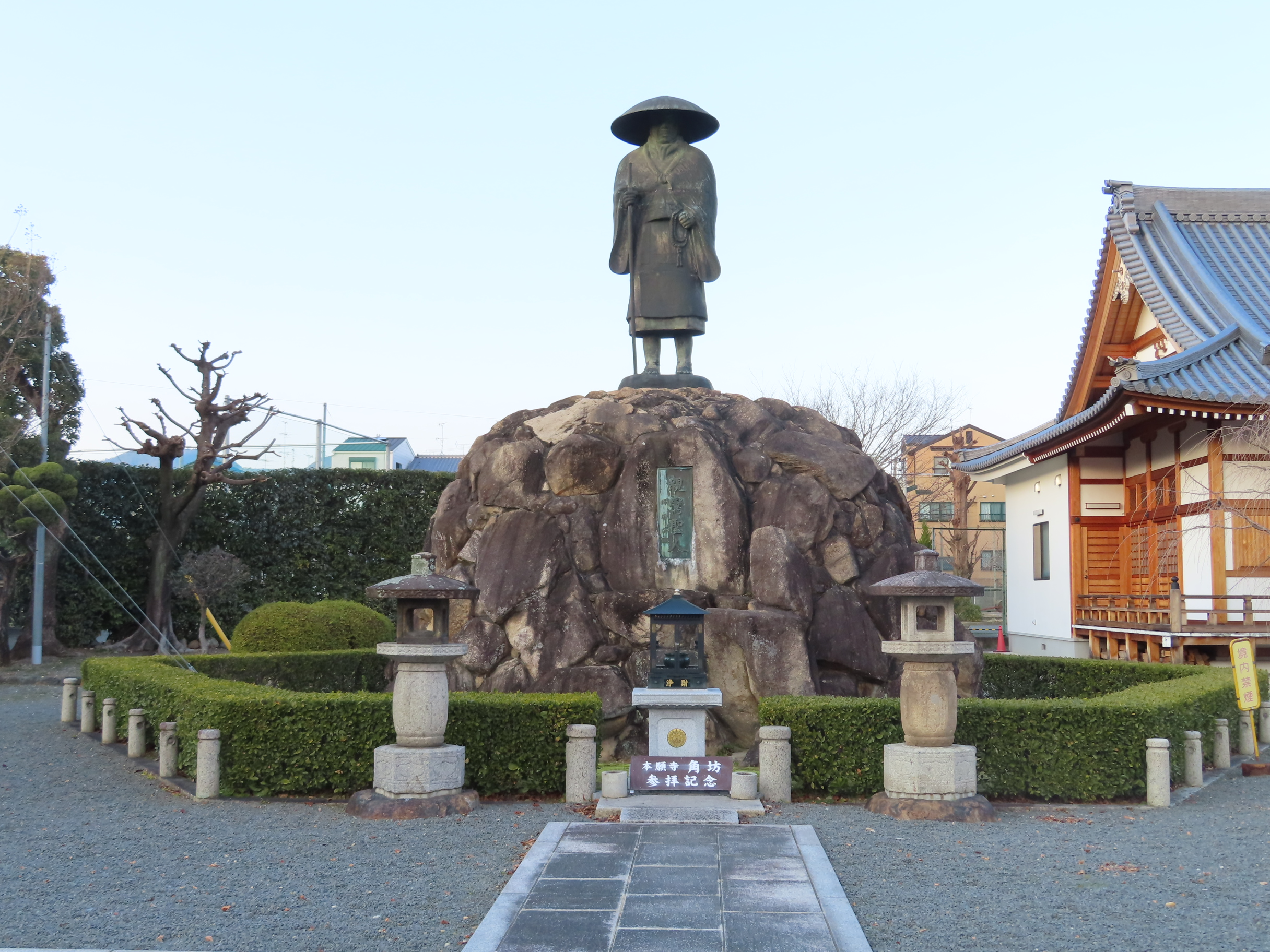
親鸞聖人像
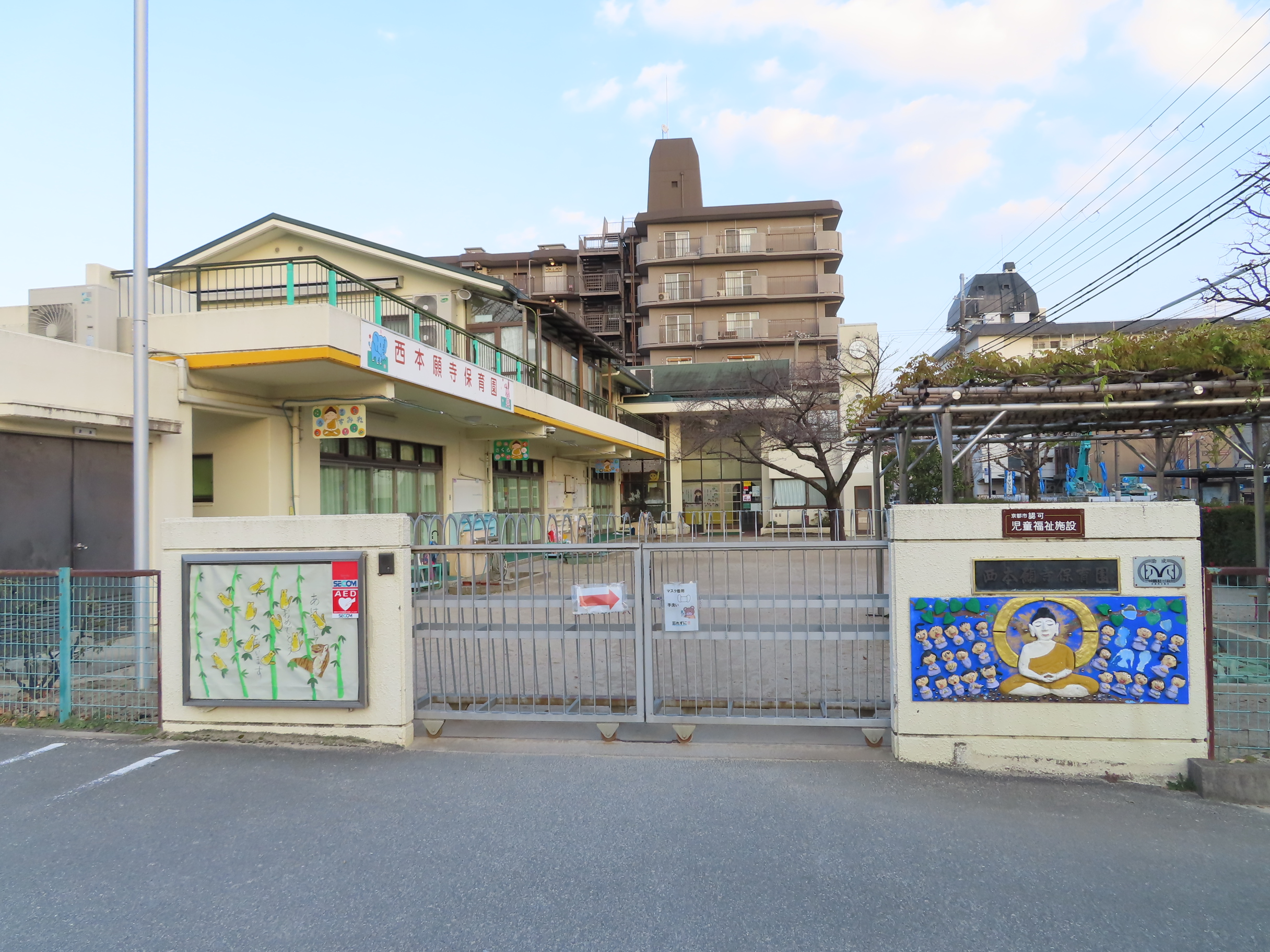
西本願寺保育園

## 年間行事
- 1月15日 通夜勤行
- 6月2日-3日 広如忌

## 住所
- 京都府京都市右京区山ノ内御堂殿町25

## 交通
- 京都市営地下鉄東西線 太秦天神川駅下車徒歩5分